# Championnat d'Europe féminin de football 1987
Navigation
Euro 1984 Euro 1989
Il s'agit de la 2e édition du Championnat d'Europe de football féminin organisé par l'UEFA. Elle se tient trois ans après la première édition.
La phase finale réunit quatre équipes et se déroule du 11 au 14 juin 1987 en Norvège.
La Norvège remporte le trophée pour la première fois en s'imposant 2-1 en finale contre la Suède.

## Équipes qualifiées
Les quatre participants à la phase finale sont les suivants :
| Angleterre Italie Norvège Suède |

## Phase finale
|  | Demi-finales     | Demi-finales  |          |   | Finale        | Finale        |
|  | Demi-finales     | Demi-finales  |          |   | Finale        | Finale        |
|  |                  |               |          |   |               |               |
|  | 11 juin, Oslo    | 11 juin, Oslo |          |   | 14 juin, Oslo | 14 juin, Oslo |
|  | 11 juin, Oslo    | 11 juin, Oslo |          |   | 14 juin, Oslo | 14 juin, Oslo |
|  | Norvège          | 2             |          |   | 14 juin, Oslo | 14 juin, Oslo |
|  | Norvège          | 2             |          |   | 14 juin, Oslo | 14 juin, Oslo |
|  | Italie           | 0             |          |   | 14 juin, Oslo | 14 juin, Oslo |
|  | Italie           | 0             | Norvège  | 2 |               |               |
|  | 11 juin, Moss    |               | Norvège  | 2 |               |               |
|  |                  | Suède         | 1        |   |               |               |
|  | Suède            | Suède         | 1        | 3 |               |               |
|  | Suède            |               |          | 3 |               |               |
|  | Angleterre       | 2             |          |   |               |               |
|  | Angleterre       | 2             | 3e place |   |               |               |
|  |                  |               |          |   |               |               |
|  | 13 juin, Drammen |               |          |   |               |               |
|  |                  |               |          |   |               |               |
|  | Italie           | 2             |          |   |               |               |
|  | Italie           | 2             |          |   |               |               |
|  | Angleterre       | 1             |          |   |               |               |
|  | Angleterre       | 1             |          |   |               |               |